# Зелені Гори (село)
Зелені Гори (рос. Зелёные Горы) — село в Вадському районі Нижньогородської області Російської Федерації.
Населення становить 390 осіб. Входить до складу муніципального утворення Круто-Майданська сільрада.

## Історія
Від 2009 року входить до складу муніципального утворення Круто-Майданська сільрада.

## Населення
1. Н/Д[2]